# Raión de Snovsk
Snovsk (en ucraniano: Сновський район) fue un raión o distrito de Ucrania en el óblast de Chernígov. En la reforma territorial de 2020, su territorio fue incluido en el raión de Koriúkivka.
Comprendía una superficie de 1283 km².
La capital era la ciudad de Snovsk. El territorio del actual municipio de Snovsk coincide con el que tuvo en sus últimos años el antiguo raión.
Entre 1935 y 2016 se denominó "raión de Shchors" (Щорський район).

## Demografía
Según estimación 2010 contaba con una población total de 30438 habitantes.

## Otros datos
El código KOATUU es 7425800000. El código postal 15200 y el prefijo telefónico +380 4654.